# Fußball-Club Energie Cottbus
FC Energie Cottbus é uma agremiação esportiva da cidade de Cottbus, Alemanha, fundada a 31 de Janeiro de 1966. Hoje o clube disputa a 3. Liga, correspondente à terceira divisão alemã.

## História
A cidade de Cottbus fica localizada na região de Lusácia, na antiga Alemanha Oriental. Na temporada 2010-2011 o clube milita na Segunda Divisão do Campeonato Alemão, a chamada 2.Bundesliga.

### Origens
Ao que consta, a agremiação que tenha ligações mais próximas à atual tenha nascido em 1919 no tempo em que foi criada por um grupo de mineiros. O Glückauf Marga, nome da equipe, ficou ativo até 1925, ano no qual os mineiros decidiram fundar um clube, o FSV Sturm Marga que, por sua vez, foi desativado pelos nazistas, em 1933.
A sociedade foi refundada após o fim da Segunda Guerra Mundial, em 1949, com o nome de Franz Mehring Marga, mudando em 1950 para BSG Aktivist Brieske-Ost. Em 1954, o clube, depois de novamente cambiar de intitulação para SC Aktivist Brieske-Senftenberg, começou a jogar o Campeonato Alemão da Oberliga, a então máxima série do Campeonato da República Democrática Alemã, ficando sempre no meio da classificação. Em 1963 caiu para a 1. Liga, a Segunda Divisão. No ano seguinte o time foi absorvido pelo SC Cottbus, e em 1966, mudou o nome para BSG Energie Cottbus.

### Depois da reunificação alemã

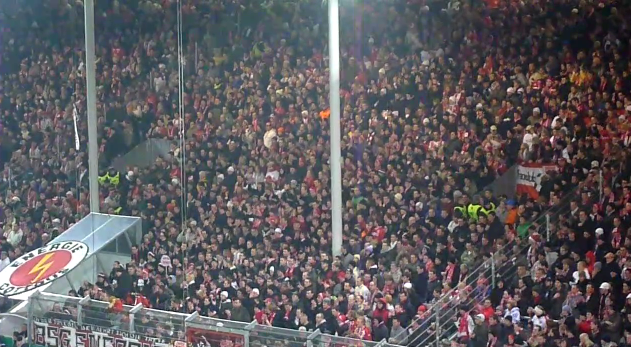
Torcida do Energie Cottbus

Em 1990, logo após a reunificação das duas nações alemãs, o clube foi renomeado com o nome de FC Energie Cottbus, mudando de fato a denominação de "BSG" para "FC".
Após alguns anos na Segunda Divisão na antiga Alemanha Oriental, o Energie começou a revelar-se como um dos times de futebol da parte oriental que puderam competir com as associações mais fortes da antiga Alemanha Ocidental. Depois de cinco anos passados na Regionalliga, a equipe foi promovida em 1997 para a Zweite Bundesliga. Em 2000, chegou a máxima série do futebol alemão, a Bundesliga, na qual permaneceu pelos três campeonatos seguintes. Um papel chave naqueles anos foi desenvolvido por Vasile Miriuta, um meio-campo que contribuiu de modo significativo para a promoção à elite do futebol alemão da equipe de Brandeburgo.
Após ser rebaixado, o clube quase conseguiu sua imediata volta à máxima série. No seu lugar foi promovido o Mainz pelo melhor saldo de gols. O Cottbus conseguiria novamente seu lugar na Bundesliga ao fim da temporada 2005-2006. Desde então obteve duas permanências consecutivas, graças ao 13º e ao 14º lugar respetivamente em 2006-2007, quando estabeleceu o próprio recorde de pontos na Primeira Divisão (41), e em 2007-2008. Na temporada seguinte, evitou o rebaixamento direto graças ao 13º lugar, mas acabou caindo depois de ter perdido as partidas de ida e volta da repescagem contra o Nuremberg.

## Títulos
- DFB-Pokal (Copa da Alemanha):
  - Vice-campeão 1996–1997;
- Regionalliga Nordost: 1
  - Vencedor: 1996–1997; 2017–2018, 2022–2023
- Campeonato alemão sub-17:
  - Vice-campeão: 2004;

## Estádio
O estádio do Energie Cottbus é o Estádio Freundschaft, de capacidade para 22.450 pessoas.

## Campanhas
- 1997-98 - 2. Bundesliga (2ª divisão) - 8º
- 1998-99 - 2. Bundesliga (2ª divisão) - 11º
- 1999-00 - 2. Bundesliga (2ª divisão) - 3º
- 2000-01 - 1. Bundesliga (1ª divisão) - 14º
- 2001-02 - 1. Bundesliga (1ª divisão) - 13º
- 2002-03 - 1. Bundesliga (1ª divisão) - 18º
- 2003-04 - 2. Bundesliga (2ª divisão) - 4º
- 2004-05 - 2. Bundesliga (2ª divisão) - 14º
- 2005-06 - 2. Bundesliga (2ª divisão) - 3º
- 2006-07  - 2. Bundesliga (2ª divisão) - 13º
- 2007-08  - 2. Bundesliga (2ª divisão) - 14º
- 2008-09  - 2. Bundesliga (2ª divisão) - 16º
- 2009-10  - 2. Bundesliga (2ª divisão) -  9º
- 2010-11  - 2. Bundesliga (2ª divisão) -  6º
- 2011-12  - 2. Bundesliga (2ª divisão) -  14º
- 2012-13  - 2. Bundesliga (2ª divisão) -  8º
- 2013-14  - 2. Bundesliga (2ª divisão) -  18º
- 2014-15  - 3. Fußball-Liga (3ª divisão) - 7º
- 2015-16  - 3. Fußball-Liga (3ª divisão) - 19º
- 2016-17  - 4. Fußball-Regionalliga (4ª divisão) - 1º
- 2017-18  - 3. Fußball-Liga (3ª divisão) - 1º
- 2018-19  - 3. Fußball-Liga (3ª divisão) - 17º
- 2019-20  - 4. Fußball-Regionalliga (4ª divisão) - 3º
- 2020-21  - 4. Fußball-Regionalliga (4ª divisão) -9º
- 2021-22- 4. Fußball-Regionalliga (4ª divisão) -3º
- 2022-23- 4. Fußball-Regionalliga (4ª divisão) -1º

## Uniformes

### 1º Uniforme
| 2020–2021 | 2019–2020 | 2018–2019 |

### 2º Uniforme
| 2020–2021 | 2019–2020 | 2018–2019 |